# Ambia eucampta
Ambia eucampta is een vlinder uit de familie van de grasmotten (Crambidae). De wetenschappelijke naam van de soort is voor het eerst gepubliceerd in 1938 door Edward Meyrick.
De soort komt voor in Java.